# المذبحة (فلم 2011)
المذبحة (بالإنجليزية: Carnage) هو فيلم كوميديا سوداء من إخراج رومان بولانسكي وبطولة جودي فوستر، كيت وينسليت، كريستوف فالتز وجون ك. رايلي.

## روابط خارجية
مقالات تستعمل روابط فنية بلا صلة مع ويكي بيانات